# Trunkledning
En trunkledning är inom ljud- och bildtekniken och telekommunikation  en fast förbindelse för distribution av olika typer av information mellan två fasta punkter.
En trunkledning är oftast elektriskt passiv, det vill säga utan aktiva förstärkare eller motsvarande utrustning och kan därför användas i bägge riktningar. 